# 电子供体
电子供体（英語：electron donor），在化学领域，是提供电子，能将电子轉移到另一種化合物的化学实体。它是一种还原剂，由於其提供電子，則其本身在此過程中被氧化，作為還原劑。 過時的定義中，電子供體等同於路易斯碱。
與傳統的还原剂相比，電子供體到电子受体的電子轉移可能只是一部分。 電子未完全轉移則導致供體和受體之間發生电子共振，产生电荷转移配合物，其中的組分在很大程度上保留了其化學特性。 電子供體供給能力通過其电离能来测量，是从最高占据的分子轨道（HOMO）移除電子所需的能量。
電子供體-受體轉移中的總能量平衡（ΔE），即獲得或損失的能量，由受體的电子亲和能（A）和电离能（I）間的差值決定：
{\displaystyle {\Delta }E=A-I\,}

## 器件
電子供體是許多裝置的組成部分，例如有机光伏裝置中，典型的電子供體經歷可逆的氧化还原，可以充当继电器。三芳基胺是典型的電子供體。

## 生物学
烟酰胺腺嘌呤二核苷酸、抗坏血酸是天然电子供体的例子。
生物学领域，电子供体在细胞呼吸過程中釋放電子，從而釋放能量。细菌等微生物在電子轉移過程中獲取能量。 透過其細胞機制，微生物收集其中的能量。 這個過程（電子傳遞鏈）的最終結果是將電子提供給电子受体。 石油烃、氯乙烯等低氯化的溶剂、土壤有机物和還原性無機化合物都是可以充當電子供體的化合物。 這些反應之所以令人感興趣，不僅因為它們使生物體能夠獲取能量，而且還因為這個過程參與了有機污染物的自然生物降解。

## 相关
- 半导体
- 施主（半导体）
- 电子受体（英语：Electron acceptor）